# Dynapac

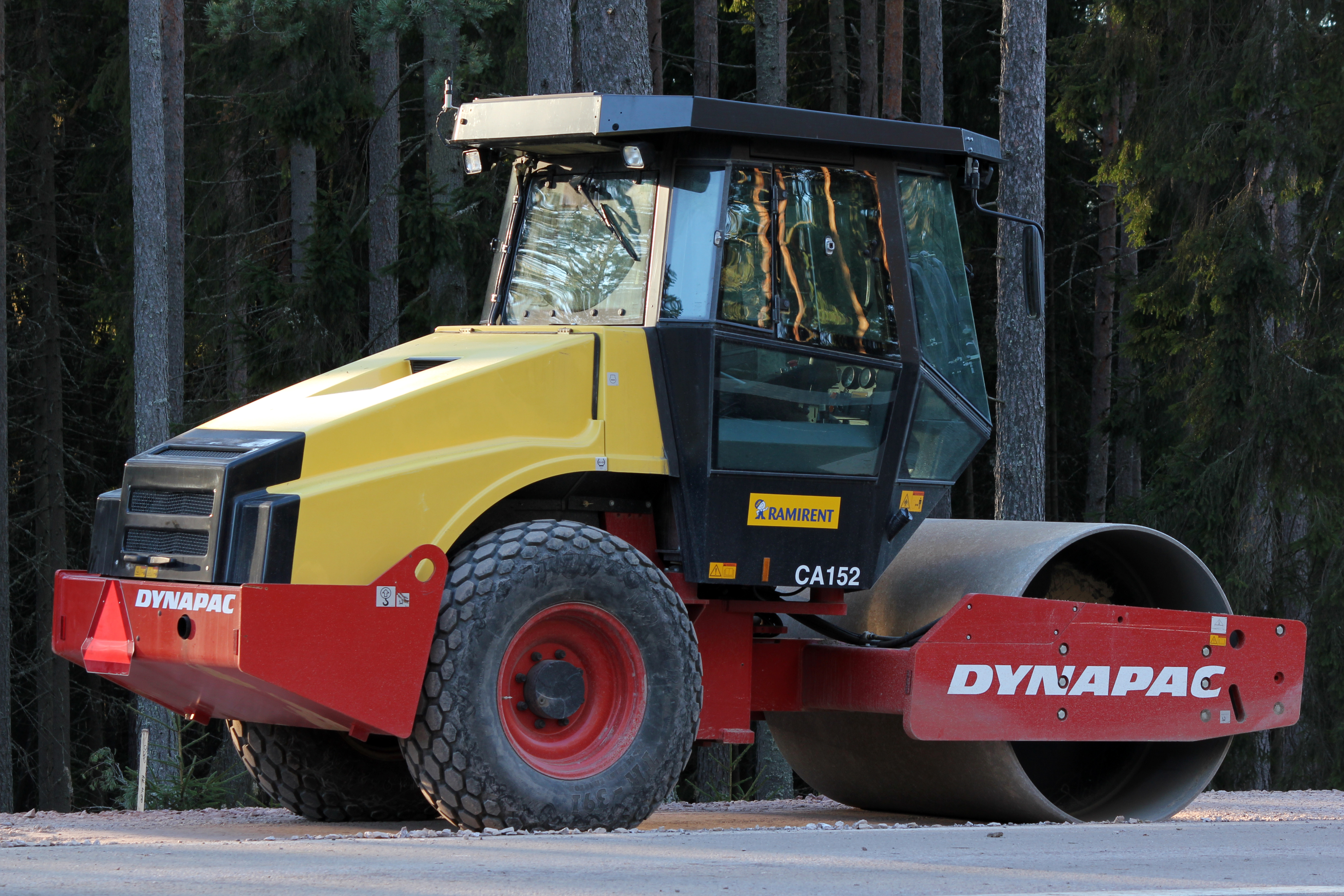
Apisonadora Dynapac

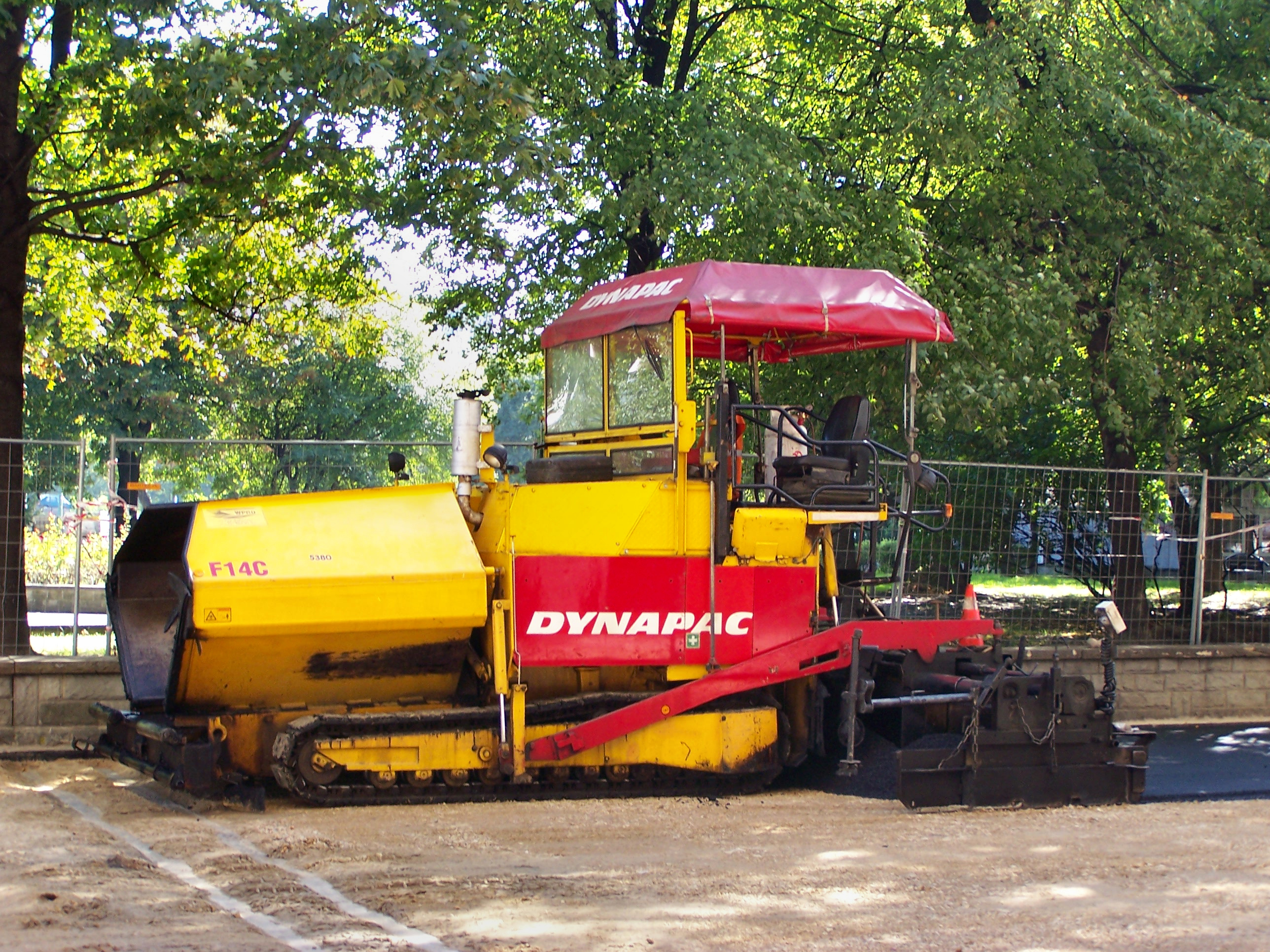
Asfaltadora Dynapac

Dynapac es una empresa filial de ingeniería multinacional sueca y líder mundial en compactadores móviles para superficies de carreteras.

## Historia
Fue fundado en 1934 como AB Vibro-Betong en Estocolmo. En 1936, el compactador vibratorio fue desarrollado por un ingeniero mecánico Hilding Svenson. En 1940, el nombre de la empresa cambió a AB Vibro-Verken.
En 1947 lanzó el primer compactador de placas vibratorias, que pesaba 1.5 toneladas, siendo apodado la rana. Abrió su laboratorio de investigación en 1948 y fabricó el primer rodillo compactador vibratorio en 1953. El sitio en Karlskrona se inauguró en 1960, lo que hizo rodillos pesados y tenía el centro técnico de la compañía. El rodillo compactador CA 25 introducidos en 1970 se convirtió en el rodillo de compactación líder en el mundo. Cambió su nombre a Dynapac Maskin AB en 1973; en este momento, la compañía expandió rápidamente su gama de productos. Su principal gama de productos eran rodillos vibratorios.
Se abrieron una fábrica y oficinas en Stanhope New Jersey en 20 Continental Drive bajo el nombre de Dynapac Manufacturing Incorporated. Era un campus moderno con numerosos edificios e incluso una cancha de tenis para los empleados. Varios rodillos y "equipos ligeros" se fabricaron aquí hasta que la planta se cerró en 1987. Las oficinas corporativas se trasladó a Hackettstown y la fabricación se trasladó fuera de Nueva Jersey. La instalación en Stanhope permaneció abandonada durante más de 20 años. Algunos equipos y maquinaria se quedaron atrás y se mantuvieron prácticamente intactos antes de ser comprados por un fabricante de cajas de cartón a principios de la década de 2000. Los edificios sufrieron negligencia durante este tiempo y sufrieron cambios significativos posteriores a la compra. Sin embargo, el edificio de fabricación principal sigue siendo de todas las dependencias que alguna vez estuvieron aquí, solo quedan la tienda de máquinas y el edificio de pinturas. El edificio de oficinas aún permanece vacío, con la excepción de ser utilizado periódicamente por guardias de seguridad mientras la instalación fue abandonada.
En 2007, Dynapac se unió al Grupo Atlas Copco. En 2017, Dynapac cambió su esquema de colores a rojo, blanco y gris debido a la adquisición por parte del Grupo Fayat.

## Adquisiciones
- Compró Salco de Suecia en 1978, y Vibratechniques de Francia en 1979.[4]

- Compró el fabricante de rodillos de carretera Watanabe de Japón en 1981.[4]

- Compró el fabricante de pavimentadoras de asfalto Demag Schrader de Alemania en 1995.[4]